# علی‌میر کرمی
حاج علی‌میر کرمی نمایندهٔ حوزهٔ انتخابیهٔ قصرشیرین، سرپل ذهاب و گیلانغرب در دوره چهارم مجلس شورای اسلامی  بوده‌است.